# Tocantinia
Tocantinia là chi thực vật có hoa trong họ Amaryllidaceae.